# Francisco de Bobadilla
Francisco de Bobadilla i Maldonado (Aragó - † Mar Carib, 1502), governador de les Índies (1500-1502), oficial de la casa reial i cavaller de l'Ordre de Calatrava.

## Biografia
El 21 maig 1499 els Reis Catòlics el nomenaren jutge perquisidor i governador de la Hispaniola.
Les notícies i queixes de l'administració de Colom (l'esclavització dels indis, la revolta de Roldán, el malcontentament dels colons) a més de les acusacions de traïció i els enverinats atacs dels molts enemics d'aquest feren prendre la decisió als reis de substituir Colom com a governador. Si bé les raons del seu nomenament resten poc clares (es realitza a causa de la confiança que mereixia als reis, al seu violent caràcter, o que va ser imposat pel grup enemic de Colom, cada vegada més poderós a la cort).
Bobadilla va arribar a La Hispaniola (actual Santo Domingo) el 23 d'agost de 1500. A la seva arribada trobà que Cristòfor Colom era a La Vega i a la ciutat hi restava Diego Colom, el qual va refusar obeir Bobadilla perquè considerava superior l'autoritat de l'Almirall.
Dos dies després (25 d'agost), el governador va llegir el seu nomenament reial i va prendre possessió del seu comandament, amb gran satisfacció dels enemics dels Colom, tot conquerint plena adhesió al fer pública la seva decisió de pagar els sous endarrerits. Es va apoderar de la fortalesa, fent-se càrrec dels presos i va confiscar tots els béns dels germans Colom, al mateix temps que afavoria els seus enemics. Va començar una indagació secreta contra l'Almirall i va recollir totes les queixes contra aquest.
Feu capturar Diego i, encadenat, el retingué en un vaixell.
El setembre de 1500, davant d'un requeriment de Bobadilla, Cristòfol Colom va retornar a Santo Domingo i s'entrevistà amb aquest el dia 15 de setembre; Bobadilla comminà a Colom a escriure al seu germà Bartomeu perquè es presentés a Santo Domingo. Bobadilla temia que Bartomeu, a causa del caràcter d'aquest i el fet que es trobava junt amb una guarnició d'homes, decidís no acatar les seves ordres i presentés batalla, no obstant la missiva que envià Cristòfol indicava al seu germà que es presentés i evites entrar en conflicte amb el governador. Quan Bartomeu es presentà a Santo Domingo i sense més consideracions, Bobadilla feu apressar als germans Colom i encadenats amb grillons els tancà a la fortalesa.
La perquisició de Bobadilla consistí a fer tres preguntes a 22 testimonis: la primera era si Colom havia intentat sublevar-se contra ell, la segona era si l'Almirall impedia el bateig dels indígenes, i la tercera era sobre la justícia dels Colom.
A primers d'octubre de 1500, envià, presos i encadenats, a Cristòfor, Bartomeu i Diego cap a Espanya, amb l'ordre que fossin lliurats a Fonseca (enemic dels Colom)., amb els documents de la perquisició de Bobadilla, i també amb la documentació dels processos que Colom havia instruït contra els delinqüents. Colom refusà que li traguessin els grillons en tot el viatge forçat de retorn.
A l'arribada a la península el 25 de novembre de 1500, els Reis Catòlics, segons sembla, van manifestar sentir l'atropellament que patiren els Colom per part de Bobadilla i ordenaren la posada en llibertat d'aquests i enviar-los 2000 ducats, no obstant no destituïren immediatament a Bobadilla, que va continuar dos anys al Govern, fins a 1502, en què va arribar el seu successor, Nicolás de Ovando y Cáceres, ja designat al setembre de 1502 perquè fes justícia, desgreuge a Colom i li tornés el que li havia arrabassat Bobadilla.
Ovando arribà a la Hispaniola l'abril de 1502 i en la seva mateixa esquadra es va partir Bobadilla de retorn.
L'estol en què viatjava Bobadilla fou sorprès per un huracà l'1 de juliol, 1502, perdent-se el vaixell insígnia El Dorado i amb ell el perquisidor. De dit estol tan sols en sobrevisqué el vaixell l'Aguja, el qual era el més feble de l'esquadra i fou el que va designar Ovando per a transportar l'or i els béns dels Colom. Aquest fet provocà el rumor que Cristòfol Colom havia invocat màgicament la tempesta amb ànim de venjança, malgrat el mateix Colom havia advertit al governador Ovando que no deixés sortir la flota perquè s'acostava un huracà.

## Familiars

### Ascendents
Fill de Rodrigo de Bobadilla y Corral, 6è senyor de Bobadilla del Campo i senyor de les Oluges a la Segarra, vora Cervera, propietat que li va ser donada pel Rei Joan II Trastàmara en recompensa per la seva ajuda en la guerra civil catalana.
Rodrigo de Bobadilla y Corral era germà de Pere, senyor de Pinós (també a Lleida)
i Bear, pare de Francesc i de Beatriu, casada aquesta amb Andreu de Cabrera, 1r. Marquès de Moya. i de Beatriz Fernández de Bobadilla, marquesa de Moya i Penyalosa, protectora de Cristòfor Colom, cambrera i gran amiga d'Isabel la Catòlica, i dona amb gran influència, es deia «Després de la reina de Castella, la Bobadilla».

### Matrimoni i descendents
Francisco de Bobadilla estava casat amb Maria de Penyalosa, de la qual tenia una filla anomenada Isabel de Bobadilla (†Madrid; 1531). La seva família estava relacionada amb els Peraza que participaren en la conquesta de Canàries i tenien gran ascendent a la cort.
Isabel de Bobadilla va casar-se amb Pedrarias Dávila el 1485/86 a Alcalá de Henares. Una de les seves filles, de nom Inés de Bobadilla, va casar-se amb Fernando de Soto, descobridor de la Florida.